# Имфал
Имфал (манип. इम्फाल; енгл. Imphal) главни је град индијске савезне држави Манипур. Према незваничним резултатима пописа 2011. у граду је живело 264.986 становника.

## Становништво
Према незваничним резултатима пописа, у граду је 2011. живело 264.986 становника.
| 1991.   | 2001.   | 2011.   |
| ------- | ------- | ------- |
| 198.535 | 221.492 | 264.986 |